# Línguas dos Camarões

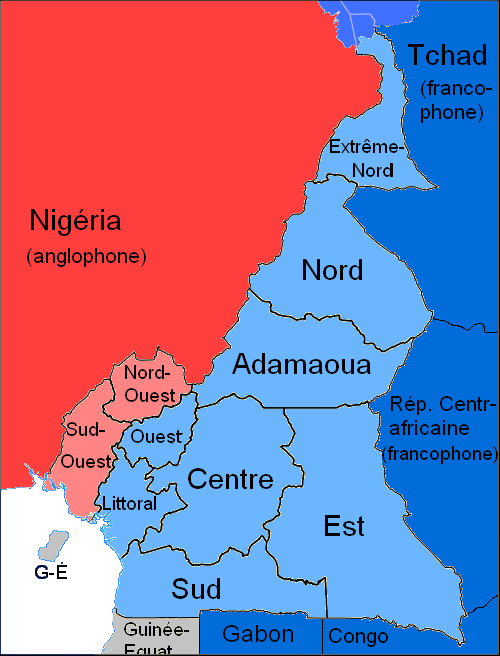
Mapa das línguas oficiais dos Camarões. Azul: Regiões e países de língua francesa. Veremelho: Regiões e países de língua inglesa. Amarelo: Bilíngue Regiões e países de língua francesa e castelhana (Guiné Equatorial[File:Nigeria Benin Kamerun Sprachen.png

Nos Camarões são faladas 231 línguas, das quais 55 são línguas afro-asiáticas, duas línguas nilo-saarianas, 4 línguas ubanguianas e 169 línguas nígero-congolesas, sendo que desse grupo maior está presente uma das línguas senegogambianas (língua fula), 28 línguas adamauas e 142 Línguas benue-congolesas (das quais 133 são línguas bantas).

## Línguas inglesa e francesa
As línguas inglesa e francesa são ambas oficiais, uma herança da era colonial do país que foi colônia da França e do Reino Unido entre 1916 e 1960. A nação pretende ser bilingue, mas na realidade, muito poucos camaroneses falam as duas línguas, e muitos não falam nenhuma delas. O governo estabeleceu escolas para o ensino dessas duas línguas europeias num esforço para integrar mais sua população ao mundo.  uma vez que os Camarões são membro tanto da Comunidade Britânica como da Francofonia.
Em 2005, 18% da população era de reais falantes do francês, enquanto que cerca de outros 27% eram falantes parciais da língua.
A maioria das pessoas anglófonas das províncias Noroeste e da Sudoeste do país falam a língua franca, o pidgin inglês dos Camarões. A língua fula tem a mesma função de língua franca no norte, enquanto que no Camaróes Central, Leste e Sul essa função é feita pela língua ewondo. 
O recente “Camfranglês” (ou simplesmente Franglês) é o novo pidgin que surgiu nas áreas urbanas e em outros locais onde há maior interação entre Anglofones e Francofones. Essa língua híbrida é muito usada por cantores populares do país.
Além disso, ainda há uma pequena parte diminuindo de germanófonos resultando do período colonial alemão até 1916. No entanto, este idioma cresceu como língua estrangeira ensinada na última década.

## Línguas nativas
Há alguma literatura, bem como programação de radio e televisão, nas línguas nativas dos Camarões. Uma grande quantidade de línguas do país têm suas próprias escritas, criadas por missionários cristãos do SIL International, que traduziram a Bíblia, hinos religiosos cristãos e outros textos. O Alfabeto geral das línguas dos Camarões foi criado nos anos 1970 como uma base para a ortografia de todas as línguas dos Camarões.
O sultão Ibrahim Njoy desenvolveu a escrita bamum para a língua bamum.